# Sparegrisens filmrevy nr. 7
|  | Denne artikel er oprettet af botten Steenthbot ud fra en ekstern database. Den kan derfor have sproglige fejl eller mangler. Denne skabelon kan fjernes efter kontrol af indholdet. |

Sparegrisens filmrevy nr. 7 er en dansk dokumentarfilm fra 1958.
Sparegrisens filmrevy nr. 6 er en dansk dokumentarfilm fra 1958 produceret af Laterna Film under redaktion af Tue Ritzau. Filmene i serien er rettet til danske børn og unge.

## Handling
1) Kaninavler på tretten: Hans Henrik Hansen på Heddingegård ved Lille Heddinge tjener sine penge på høstarbejde. Nu har han et af landets bedste avlscentre for hvide landkaniner.
2) Med Dronningen i Eventyrlejren: Den 23. juli 1957 besøger Dronning Ingrid den H.C. Andersen-inspirerede spejderlejr, som 12.000 pigespejdere har bygget en halv snes kilometer uden for Odense.
3) Fiskeørne: På den anden side af Øresund, finder man fiskeørnen, som er Nordens største rovfugl.
4) Vi laver klippefilm: I Farum bor en morsom mand, der laver klippefilm.